# Крызский язык
Кры́зский язы́к (устар. дже́кский язы́к, самоназвание — Кърыцӏаь мез) — язык крызов, проживающих в северо-восточной части Азербайджана. Принадлежит к лезгинским языкам нахско-дагестанской языковой семьи. Генетически ближе всего к будухскому языку, с которым составляет отдельную подгруппу. Исторически крызский и будухский языки восходят к некоторому единому ареалу праязыкового состояния. Иногда также говорят о шахдагских языках, в которые по принципу географической близости и обособленности объединяют крызский и будухский языки наряду с хиналугским, занимающим особое место среди нахско-дагестанских языков.
В 1990-е гг. общая численность носителей языка оценивалась в 6-8 тысяч — в основном в Губинском (высокогорные селения Алык, Джек, Крыз, Хапут, Крыз-Дехне, Ергюдж), Исмаиллинском (Хапутлы, Моллаисахлы, Гаджигатемлы и др.) и Хачмазском районах республики, а также в Гусарском, Зердабском, Габалинском районах, Шемахинском районе, в городах Баку, Сумгаит, Губа, Исмаиллы.
Последнее социолингвистическое исследование (2001 г.) показало, что число носителей крызского языка в высокогорных сёлах Кубинского района снизилось примерно до 1-2 тыс. и ещё примерно такое же число людей говорит на крызском языке (хапутлинском диалекте) в хапутлинских селениях Исмаиллинского района. Язык бесписьменный. Употребляется в основном в бытовой сфере. Большинство взрослых носителей крызского языка владеет также азербайджанским языком. Этому способствуют такие факторы, как проживание на одной территории с азербайджанским населением, использование азербайджанского в качестве языка школьного обучения, делопроизводства, средства общения с представителями иных национальных групп, при проведении общественно-политических, культурных и иных мероприятий. Крызы отдельных сёл используют в качестве средства межнационального общения также лезгинский язык.
Как показало исследование 2001 г., сохранение тенденции к оттоку крызского населения из высокогорных селений может сыграть решающую роль в судьбе крызского языка. В равнинных селениях крызскому языку в общем не удалось закрепиться даже в качестве языка домашнего общения. В результате этого дети в крызских семьях с самого начала пользуются азербайджанским языком, относясь к крызскому языку лишь как к языку предков. Хотя большинство крызов, переселившихся на равнинные территории, расселяются компактно с другими носителями крызского языка, обширные контакты с азербайджаноязычным окружением привели к тому, что функции языка коммуникации стал исполнять азербайджанский язык.
В 2012 году компания Google запустила проект «Endangered Languages» (Языки под угрозой исчезновения), в котором крызский язык был охарактеризован как язык, «близкий к исчезновению», а число его носителей было оценено в 5-8 тыс.

## Диалекты
Крызский язык распадается на ряд диалектов и островных говоров и подговоров (до середины XX века эти диалекты рассматривались как отдельные языки). Диалекты взаимопонимаемы, несмотря на существенные отличия в грамматике и фонетической системе, связанные в том числе с новациями, возникшими под влиянием диалектов азербайджанского языка.
Основные диалекты:
- крызско-ергюджский (крызский)
- хапутлинский
- джекский
- алыкский.

На крызско-ергюджском диалекте говорят в 29 селениях, хапутлинском — 8, джекском — 6, а на алыкском — только в селении Алык.
Как хапутский, так и джекский, алыкский и ергуджский диалекты крызского языка в XIX иногда считались независимыми языками. В литературе конца XIX — начала XX веков отмечалось, что селения Крыз, Будуг, Хыналыг, Хапут, Алык, Джек и даже ныне полностью покинутый Ергюдж имели свой отдельный язык. Немецкий этнограф Иоганн Гербер также упоминал о независимых алыкском и хапутском языках. Учёный кавказовед Н.Марр в 30-х годах прошлого века сделал вывод того, что у шахдагских народов есть 5 независимых языков (хыналыгский, джекский, хапутский, будугский и крызский). Но со временем хапутский, джекский, алыкский и ергюджский языки были приняты как диалекты крызского языка.

## Особенности
Среди лезгинских языков крызский выделяется относительно развитым вокализмом, отсутствием непридыхательных, ограниченным употреблением абруптивов, исчезновением лабиализованных вариантов ряда согласных.
В области грамматики, лексики и фонетики заметно сильное влияние азербайджанского языка — как литературного, так и локальных диалектов.

## История изучения
Беглые сведения о «джекском языке» имеются у А. Дирра. Немецкий этнограф Р. Эркерт в сопоставительном словнике кавказских языков 1895 г. привёл 535 «джекских» слов и около 60 фраз, а также дал краткую грамматическую характеристику языка. Небольшой словарный материал по крызскому языку приводит Р. М. Шаумян. Им же были опубликованы первые сведения о грамматическом строе крызского языка (1940).
В 1964 году под руководством кавказоведа Ю. Д. Дешериева кандидатскую диссертацию «Основные грамматические категории глагола в крызском языке (в сравнении с соответствующими категориями в лезгинском и хиналугском языках)» защитил Вели Хидиров. Полное исследование грамматического строя и лексики крызского языка было предпринято в докторской диссертации Ш. М. Саадиева (1972).
В 2004 году молодой французский кавказовед Жиль Отье защитил в Университете Париж VII докторскую диссертацию по описанию крызского языка. В 2009 году в Париже была опубликована его грамматика алыкского диалекта крызского языка (на французском языке).

## Письменность
В 2020 году на хапутлинском диалекте была издана первая книга — картинный словарь. В словаре приведён следующий алфавит:
| A a | B b   | C c | Ç ç | Ç' ç' | D d | E e | Ә ә   | F f | G g   | Ğ ğ | Ğ' ğ' |
| H h | H' h' | Ĥ ĥ | X x | X' x' | J j | İ i | I ı   | K k | K' k' | Q q | Q' q' |
| Q̂ q̂ | L l   | M m | N n | O o   | Ö ö | P p | P' p' | R r | S s   | Ş ş | S' s' |
| T t | U u   | Ü ü | V v | Y y   | Z z |     |       |     |       |     |       |

Алфавит собственно крызского диалекта крызского языка, принятый в Азербайджане:
| A a   | B b   | C c   | Ç ç     | Ç' ç' | D d   | E e | Ә ә | Ә' ә' | F f   | G g   | Ğ ğ |
| Gh gh | H h   | H' h' | Ĥ ĥ     | X x   | X' x' | I ı | İ i | J j   | K k   | K' k' | Q q |
| Q' q' | Q̂ q̂   | L l   | M m     | N n   | O o   | Ö ö | P p | P' p' | R r   | S s   | Ş ş |
| T t   | T' t' | Ts ts | Ts' ts' | U u   | Ü ü   | V v | Y y | Z z   | Dz dz |       |     |

В крызско-азербайджанско-английском словаре 2020-го года была представленна альтернативная кириллическая азбука:
| А а   | Б б   | Дж дж | Джӏ джӏ | Ч ч | Д д   | Е е | Аь аь | Ф ф   | Г г   | Гъ гъ | Гг гг | Гь гь |
| Гӏ гӏ | Хӏ хӏ | Х х   | Хь хь   | Ы ы | И и   | Ж ж | К к   | Кӏ кӏ | Къ къ | Кь кь | Хъ хъ | Л л   |
| М м   | Н н   | О о   | Оь оь   | П п | Пӏ пӏ | Р р | С с   | Цӏ цӏ | Ц ц   | Ш ш   | Т т   | Тӏ тӏ |
| У у   | Уь уь | В в   | Й й     | З з | Дз дз | Ъ ъ |       |       |       |       |       |       |